# Eschette
Eschette (en luxemburguès: Eschent; en alemany:  Eschette) és una vila de l'antiga comuna de Folschette, i que forma part de la nova comuna de Rambrouch, situada al districte de Diekirch del cantó de Redange. Està a uns 29 km de distància de la ciutat de Luxemburg.